# Corace
El Corace es un río italiano que inicia su curso a 1050 metros sobre el nivel del mar, en el macizo de La Sila, en la región de Calabria, Italia. Desemboca en el golfo de Esquilache (mar Jónico) después de un recorrido de 48 km a través del istmo de Catanzaro.  
Nace en las laderas del Monte Brutto, en el término del municipio de Colosimi, y desciende primero hacia el sudeste, con ligera inclinación, atravesando los términos de los municipios de Bianchi, Carlopoli (Castagna), Cicala, Gimigliano y Tiriolo, a breve distancia del curso del río Amato. Los dos ríos, el Amato y el Corace, corren casi paralelos a una distancia de 1-2 km uno del otro, separados por una ramificación de 800-900 metros, hasta el profundo barranco existente entre los territorios de Cicala y Gimigliano, llevándose cortísima distancia entre ellos (menos de 1 km) en las proximidades de la estación ferroviaria de "Serrastretta-Carlopoli" de las Ferrovie della Calabria. El curso de los dos ríos diverge en correspondencia con el macizo calcáreo formado en parte del monte Tiriolo y del término de Tiriolo y Gimigliano; aquí, mientras el Amato gira al oeste, para desembocar en el mar Tirreno, las aguas del Corace, aumentadas por el torrente Acciaio y los ríos Melito y Usito, recorren el último tramo en dirección sursureste hasta la desembocadura en el mar Jónico, en las proximidades de los barrios meridionales de la ciudad de Catanzaro Lido.
Constituye un río de cauce modesto que conserva agua en cada tramo de su cuenca durante todo el año. Sin embargo, en verano experimenta una disminución drástica de su caudal hasta llegar como un hilo de agua (cuando no a veces completamente seco) a la desembocadura debido al uso para la irrigación de los campos aledaños (sobre la margen izquierda) y la evaporación por las altas temperaturas.
Entre el otoño y el invierno (normalmente durante los meses de noviembre, diciembre y enero), en cambio, producto de las intensas lluvias que en esa época del año se producen en la región, presenta una creciente anual que produce en algunos márgenes inundaciones de moderado alcance, sobre todo en el curso inferior.

## Toponimia y etimología
Según las descripciones de Plinio, el río Corace se correspondería con el que los griegos de la Magna Grecia denominaron río Crotalus; Krotalus, en lengua greco-latina (es decir, en tiempos de la expansión romana), puede derivarse de Krot(on) + al(ve)us que significa "rio perteneciente a Crotona".
No obstante, algunos investigadores sostienen que el nombre Crotalus correspondió, en realidad, a un río más próximo a la vecina Crotona y contiguo a la ciudad perdida de Crotalla (Krotalla), que sería el río Alli, de características similares al Corace y que también descarga sus aguas en el mar Jónico, sobre el golfo de Esquilache, a la altura de la localidad de Belladonna, municipio de Catanzaro. 
Según esta hipótesis, el nombre Crotalus sufrió una contracción después de que la ciudad de Crotona cayó en desgracia debido a las guerras con la ciudad de Locri; se suprimió "Krot" y solo quedó la última parte: alla, alli ; que designan tanto el río como la localidad de Alli. Esto habría ocurrido en tiempos del tirano Dionisio de Siracusa, cuando este gobernante sustrajo Skylletion de los crotoniatas para dárselo a los locrios (año 389 antes de Cristo). 
A partir de aquel momento, el río Corace habría sido llamado por los griegos Carcines (Karkines) -que significa cangrejo- que también es mencionado por Plinio en sus relatos. 
Posteriormente fueron los bizantinos quienes, al recuperar Calabria en el siglo VI, habrían llamado al río Koraki (griego- bizantino), que proviene de la raíz griega Korax (cuervo, en latín corvus), del cual deriva los patronímicos italianos Coraci o Corace (pronunciados "coraggi"); y que también se relaciona con Monasteraki (Monasteraci), Ryaki (Riace) y Rizaki (Risace).

## Eponimia
- La abadía Santa María del Corazzo, construida en el siglo XI y situada a 730 metros sobre el nivel del mar, en la actual localidad de Castagna, fracción de Carlopoli (provincia de Catanzaro), adopta su nombre del río Corace, que discurre en las proximidades de aquél centro religioso.
- Valle del Corace, contiguo al curso inferior del río, próximo a la desembocadura.
- La Estación Ferroviara de Corace, terminal de la línea de trenes de Catanzaro a fines del siglo XIX.